# V Piscium
V Piscium är en flarestjärna (UV) i Fiskarnas stjärnbild.
Stjärnan varierar mellan fotografisk magnitud +11,0 och 12,0.